# Isolamento a cappotto

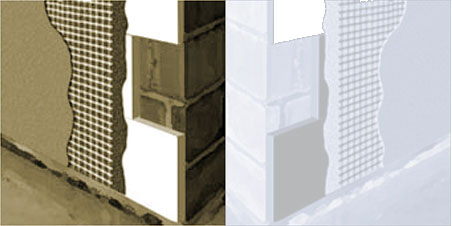
Schema del tipo di isolamento

L'isolamento a cappotto (o "cappotto termico") è una tecnica per la coibentazione termica e in alcuni casi acustica delle pareti di un edificio, applicando del materiale isolante sulla superficie delle pareti.

## Descrizione
Nel rivestimento a cappotto o isolamento a cappotto esterno non c'è limite allo spessore dei pannelli isolanti: a differenza dell'isolamento dall'interno, infatti, non toglie spazio utile alle abitazioni e la normativa consente di andare in deroga alle distanze dai confini (decreti legislativi 115/2008 e il 57/2010).
Lavorando dall'esterno, possiamo definire lo spessore adatto al materiale scelto, puntando agli obiettivi energetici da raggiungere.
La tecnica di realizzazione consiste nell'applicare alle pareti dei pannelli isolanti con colla e appositi sistemi di fissaggio che, successivamente, vengono ricoperti da una rasatura armata e da una finitura spatolata precolorata.
Alcuni pannelli possono essere anche dotati di una rete porta-intonaco per la finitura a malta tradizionale.
Il rivestimento a cappotto o isolamento a cappotto può essere realizzato anche sulla superficie interna della parete esterna; quest'ultimo sistema è meno utilizzato poiché sottrae spazio dagli ambienti interni oltre ad essere meno efficiente in quanto la migliore coibentazione si ottiene sempre isolando a partire dall'esterno. Esistono in commercio pannelli in cartongesso con diversi tipi di isolamento che partono dallo spessore di 3,3 cm fino a più efficienti 11,3 cm.
Nonostante lo svantaggio dello spazio minore, il rivestimento interno presenta molti vantaggi rispetto al cappotto esterno, quali un costo minore, una posa meno laboriosa e soprattutto, nei condomini, la possibilità di applicarlo a singole unità abitative.
La scelta dei materiali isolanti offre una gamma molto ampia di possibilità: lana minerale, fibra di legno, sughero, schiume minerali, polistirene espanso sinterizzato (EPS), polistirene estruso (XPS), poliuretano e pannelli in Aerogel. Ogni materiale ha le proprie caratteristiche tecniche.
La Direttiva Eta (European Technical Assessment) indica le caratteristiche tecniche e i requisiti prestazionali dei sistemi di isolamento a cappotto, inclusi i requisiti antincendio. La scelta di materiali di qualità scadente può comportare la formazione di infiltrazioni di umidità, muffe e condense.
Secondo una ricerca condotta dall'Oak Ridge National Laboratory e supportata dal Dipartimento dell'Energia statunitense negli anni Duemila, i sistemi di isolamento a cappotto sono i "rivestimenti con le migliori prestazioni" in termini di controllo termico e dell'umidità in confronto ai rivestimenti in mattoni, stucco e fibra di cemento.

## Storia
L'isolamento a cappotto è una tecnica che si sviluppò in Europa al termine della Seconda guerra mondiale e che fu utilizzata inizialmente per il retrofit di pareti in muratura. La tecnica trovò impiego in Nord America negli anni '60 su edifici commerciali in muratura. Acquisì popolarità durante gli anni '70 a causa della crisi energetica petrolifera che suscitò l'interesse per i sistemi isolanti che conservano l'energia durante il riscaldamento e il raffreddamento.
Negli anni '80 iniziarono a verificarsi le prime perdite d'acqua che penetravano negli involucri degli edifici, provocando la formazione di muffe, condense, spore e la rapida degradazione dei materiali edilizi. Tale fenomeno causò miliardi di euro di danni e di costi per la ricostruzione delle strutture in legno nella Columbia Britannica e in Nuova Zelanda. I critici sostenevano che, sebbene la tecnica edilizia non fosse intrinsecamente più portata alla penetrazione dell'acqua, i sistemi di tipo barriera non consentivano la fuoriuscita dell'umidità che penetrava negli edifici. L'industria dei produttori si difese affermando che le infiltrazioni erano dovute alla scarsa maestria dei costruttori e alla scarsa qualità architettonica dei materiali impiegati nel perimetro circostante i cappotti termici. A partire dagli anni '90, i regolamenti edilizi iniziarono a integrare l'obbligatorietà di un sistema di drenaggio delle acque.
Nel secondo decennio degli anni Duemila, l'isolamento a cappotto risulta utilizzato in Nord America, in Europa e nell'area del Pacifico. Nel 1997 esso rappresentava circa il 4% del mercato dei rivestimenti residenziali e circa il 12% di quelli commerciali.

## Compatibilità con la fauna
La fauna, soprattutto di natura volatile, più nello specifico i picchi possono rappresentare una minaccia per l'isolamento a cappotto delle abitazioni, in quanto per l'animale risulta più semplice perforare il cappotto per la nidiata, oltre a risultare più confortevole, questa attività oltre a essere mal tollerata dagli abitanti dell'edificio, risulta anche dannosa per lo stabile, problemi simili si verificano anche per abitazioni in legno o isolamenti esterni tradizionali (anche intonaci più spessi).